# Parafia Najświętszego Serca Pana Jezusa w Legbądzie
Parafia Najświętszego Serca Pana Jezusa w Legbądzie – parafia rzymskokatolicka, znajdująca się w diecezji pelplińskiej, w dekanacie Czersk.